# مالابيا
بلدية مالابيا (بالإسبانية: Mallabia)‏ هي بلدية تقع في مقاطعة بيسكاي, التي تقع في منطقة الباسك شمالي إسبانيا.

## أعلام
- ميكيل براديرا

## وصلات خارجية
- (بالإسبانية)